# Tropizodium trispinosum
Tropizodium trispinosum là một loài nhện trong họ Zodariidae.
Loài này thuộc chi Tropizodium. Tropizodium trispinosum được Suman miêu tả năm 1967.